# Roman în versuri
Un roman în versuri este un tip de lirică narativă, de lungimea unui roman, folosindu-se pentru narațiune de poezie în loc de proză. Astfel de romane pot conține dialoguri, narațiune, descriere și acțiune.